# Taras Bulba
 For alternative betydninger, se Taras Bulba (flertydig). (Se også artikler, som begynder med Taras Bulba)
Taras Bulba (russisk: Тара́с Бу́льба) er en kort historisk roman skrevet af Nikolaj Gogol. Den udkom første gang i 1835 som en del af samlingen Mirgorod. Romanen blev omarbejdet og forlænget og udgivet igen i 1842. Gogol var selv uddannet historiker og benyttede historisk materiale som grundlag for den skønlitterære roman.
Romanen blev udgivet først gang på dansk i 1847 under titlen Kosakhøvdingen. Romanen er blevet genudgivet på dansk flere gange siden under forskellige titler, Taras Bulba, Hetman ved Kosakkerne (1886), Taras Bulba, Kosakobersten (1910), Taras Bulba, Roman fra Sydruslands Kosakstepper (1944) eller blot som Taras Bulba (senere udgaver).
Romanen er blevet filmatiseret i Rusland i 1909 (hundredeåret for Gogols fødsel) som Taras Bulba og igen i 2009 med samme titel. Udgaven fra 2009 var omgærdet af kontrovers, da filmen, der foregår i det nuværende Ukraine, har en pro-russisk vinkel. 

## Handling
Romanens handling udspiller sig i årene 1637–1638 og omhandler er bonde- og kosakoprør mod den polske krone, der ledes af oprørerne Dmytro Hunja och Jakiv Ostrjanyn. Gogol benyttede sig af øjenvidneskildringer, herunder den polske biskop Szymon Okolski (1580-1653), der var med til at knuse kosakoprøret.
Romanens hovedperson Taras Bulba har to sønner, Ostap og Andrij, der vender tilbage fra deres studier i Kijev. Kort efter udbryder kosakkernes oprør mod polakkerne og Andrij forsvinder; uden faderens viden har Andrij gået i polsk tjeneste. Under et slag ved Dubno lokker Taras Andrij ud i et skovbryn under angivelse af at ville tale med ham, men i stedet slår Taras sin søn ihjel.
Den anden søn, Ostap, bliver taget til fange, mens den sårede Taras føres til kosakkernes base i Zaporizjzja. Efter at have hvilet ud beder Taras en jøde ved navn Jankel om i hemmelighed at føre ham til Warszawa for at frikøbe sin søn fra fangenskab. Taras ankommer til Warszawa, hvor han overværer, at Ostap tortureres på byens torv, hvorefter Taras jages ud af byen.
Taras vender tilbage med sit regiment, der er en del af en større kosakhær på 120.000 soldater. Kosakkerne bemærker Taras store hævngerrighed. Den besejrede polske hetman, Nikolaj Potocki lover ikke at gå imod kosakkerne i fremtiden, og der sluttes fred mellem parterne, hvilket dog ikke får Tars til at stoppe sit hævntogt rundt omkring i Polen, hvor han fortsætter med at hævne sin døde søn.
Taras har taget ophold på en fæstning ved floden Dnjestr med sine mænd, men de bliver omringet af Potockis soldater. Et fire dage langt slag udfolder sig, og mange af kosakkerne dør. Taras tages til fange. Polakkerne binder Taras til et egetræ, sømmer hans hænder fast til stammen og tænder et bål under ham. I det sidste øjeblik råber Taras de sine mænd, at de må flygte på deres både over floden og fortsætte kampen, mens de vendter på en ny zar.